# Reggio Audace F.C.
Câu lạc bộ bóng đá Reggio Audace, thường được gọi là Reggio Audace, là một câu lạc bộ bóng đá Ý có trụ sở tại Reggio Emilia, Emilia-Romagna. Câu lạc bộ là đội thừa kế của Associazione Calcio Reggiana 1919, đội đã bị loại khỏi hệ thống giải bóng đá Ý năm 2018 và bị Tòa án tuyên bố phá sản vào ngày 5 tháng 12 năm 2018.

## Lịch sử

### AC Reggiana
Câu lạc bộ ban đầu được thành lập vào năm 1919 dưới tên AC Reggiana, và chơi ở giải hạng nhất Ý trong vài mùa trong thập niên 1920. Gần đây hơn, đội đã chơi ở Serie A của Ý vào năm 1993-94, 1994-95 và 1996-97. Thứ hạng cao nhất của họ là vị trí thứ 13 trong giải Serie A năm 1993-94, với đội hình chính gồm thủ môn người Brazil Cláudio Taffarel, người đã tiếp tục vô địch FIFA World Cup 1994 sau mùa giải.

### AC Reggiana 1919
Vào tháng 7 năm 2005, danh hiệu thể thao của AC Reggiana Sp A. đã được chuyển sang một nhà đầu tư mới, Reggio Emilia FCSp A., trước khi được đổi tên thành AC Reggiana 1919 Sp A. ngay sau khi bắt đầu mùa giải 2005-06.
Trong mùa giải 2007-08 Serie C2, đội đã hoàn thành ở vị trí đầu tiên ở bảng B và giành được thăng hạng trực tiếp cho Lega Pro Prima Divisione (trước đây gọi là Serie C1 cho đến năm đó) cho mùa giải 2008-09. Reggiana cũng đã giành được Supercoppa di Serie C2 năm 2008, một cuộc thi dành cho ba đội chiến thắng vòng bảng Serie C2.
Câu lạc bộ đã được mua lại bởi cựu cầu thủ bóng chày người Mỹ gốc Ý Mike Piazza vào năm 2016. Sau mùa giải 2017-18, gia đình Piazza quyết định không đăng ký đội vào năm 2018-19 Serie C, dẫn đến câu lạc bộ bị mất danh hiệu thể thao và sau đó bị loại khỏi các giải đấu chuyên nghiệp của Ý.

### Reggio Audace FC
Vào ngày 31 tháng 7 năm 2018, một đội bóng mới được thành lập tại Reggio Emilia, được gọi là Reggio Audace FC. Tên này được đặt để vinh danh đội bóng tiền thân của những năm 1910, nơi người sáng lập Reggiana Severino Taddei từng chơi trước khi thành lập câu lạc bộ granata. Câu lạc bộ mới, có quyền sở hữu thuộc về các doanh nhân địa phương từ Reggio Emilia, sau đó đã tuyên bố cựu huấn luyện viên của Ravenna, Mauro Antonioli, là người mới của câu lạc bộ mới tham gia tại 2018-19 Serie D.  Hai ngày sau, mối quan hệ đối tác ba năm được ký kết với Macron. Vào ngày 20 tháng 8 năm 2018, tiền đạo Nicola Luche đã trở thành bản hợp đồng đầu tiên của câu lạc bộ.

## Màu sắc và huy hiệu

Logo cũ, như AC Reggiana 1919.

Màu áo sân nhà của đội là maroon, do đó có biệt danh "Granata" (tiếng Ý là maroon). Tuy nhiên, quần short của đội có màu xanh đậm truyền thống và huy hiệu của họ theo truyền thống là một quả bóng màu cam được bao quanh bởi dòng chữ: "Associazione Calcio Reggiana" được bao quanh bởi một đường viền màu hạt dẻ.

## sân vận động
Reggiana đã chơi tất cả các trận đấu của mình ở Stadio Mirabello cho đến năm 1994, khi nó chuyển sang sân hiện đại, Stadio Città del Tricolore (một nguồn trước đây gọi là Stadio Giglio). Sân vận động sau đó được mua bởi US Sassuolo Calcio. 

## Cổ động viên
Giống như các thành phố khác của Ý, sự ra đời của hiện tượng " ultras " vào những năm 1980 cũng ảnh hưởng đến AC Reggiana. Với Reggiana thi đấu tại Serie B và Cantine Riunite Reggio Emilia thi đấu tại Lega Basket Serie A, giới trẻ của thành phố đã hình thành và tập hợp thành ultras vào mỗi Chủ nhật. 
Nhóm hàng đầu của Reggiana "Curva Sud" là "Ultras Ghetto", nổi tiếng với vũ đạo. Kể từ cuối những năm 1990, các nhóm hàng đầu là "Teste Quadre" và "Gruppo Vandelli", tự đặt mình ở khán đài phía đông của sân vận động. Người hâm mộ Reggiana luôn có lượng cố động viên lớn trong những lần thi đấu sân khách với đỉnh điểm là 10.000 người hâm mộ ở Milan vào năm 1994.  

### Tình bạn và tình địch
Người hâm mộ Reggiana có mối quan hệ tốt và thân thiện với người hâm mộ từ:
- Genoa
- Cremonese
- Vicenza
- Cararese

Các đối thủ chính là:
- Parma, xem Derby dell'Enza
- Modena, trận derby
- SPAL
- Spezia
- Bologna
- Piacenza

## Cầu thủ

### Đội hình hiện tại
Tính đến ngày 1/2/2024
Ghi chú: Quốc kỳ chỉ đội tuyển quốc gia được xác định rõ trong điều lệ tư cách FIFA. Các cầu thủ có thể giữ hơn một quốc tịch ngoài FIFA.
| Số | VT | Quốc gia    | Cầu thủ                               |
| -- | -- | ----------- | ------------------------------------- |
| 1  | TM | Ý           | Alex Sposito                          |
| 3  | HV | Ý           | Edoardo Pieragnolo (mượn từ Sassuolo) |
| 4  | HV | Ý           | Paolo Rozzio (đội trưởng)             |
| 7  | TĐ | Bồ Đào Nha  | Muhamed Varela                        |
| 8  | TV | Ý           | Luca Cigarini                         |
| 9  | TĐ | Ý           | Luca Vido                             |
| 11 | TĐ | Bờ Biển Ngà | Cedric Gondo (mượn từ Cremonese)      |
| 12 | TM | Ý           | Giacomo Satalino (mượn từ Sassuolo)   |
| 14 | TV | Nigeria     | Shaibu Nuhu                           |
| 15 | HV | Ý           | Riccardo Fiamozzi                     |
| 16 | TV | Argentina   | Tobías Reinhart                       |
| 17 | HV | Ý           | Lorenzo Libutti                       |
| 18 | TĐ | Nigeria     | Orji Okwonkwo (mượn từ Bologna)       |
| 19 | HV | Ý           | Filippo Romagna (mượn từ Sassuolo)    |
| 20 | TV | Tây Ban Nha | Álex Blanco                           |
| 21 | TV | Ý           | Jacopo Da Riva (mượn từ Atalanta)     |

| Số | VT | Quốc gia | Cầu thủ                                  |
| -- | -- | -------- | ---------------------------------------- |
| 22 | TM | Ý        | Francesco Bardi                          |
| 23 | TĐ | Ý        | Stefano Pettinari                        |
| 25 | HV | Ba Lan   | Przemysław Szymiński (mượn từ Frosinone) |
| 27 | HV | Ý        | Alessandro Marcandalli (mượn từ Genoa)   |
| 28 | TĐ | Pháp     | Janis Antiste (mượn từ Sassuolo)         |
| 29 | HV | Croatia  | Marko Pajač (mượn từ Genoa)              |
| 30 | TV | Ý        | Antonio Vergara (mượn từ Napoli)         |
| 31 | HV | Ý        | Mario Sampirisi                          |
| 33 | TV | Slovenia | Domen Črnigoj (mượn từ Venezia)          |
| 42 | TV | Ý        | Alessandro Bianco (mượn từ Fiorentina)   |
| 72 | TV | Ý        | Filippo Melegoni (mượn từ Genoa)         |
| 77 | TV | Albania  | Elvis Kabashi                            |
| 78 | TV | Ý        | Bryan Blanco                             |
| 80 | TV | Thụy Sĩ  | Natan Girma                              |
| 90 | TV | Ý        | Manolo Portanova (mượn từ Genoa)         |

### Đội trẻ
Reggiana luôn có truyền thống tốt trong việc phát triển các cầu thủ trẻ, là một câu lạc bộ hiếm hoi có sân tập có 16 sân bóng đá, nằm trong khu vực gần sân nhà câu lạc bộ. Đội trẻ thi đấu ở sân vận động Mirabello, thông qua sân tập Agosti hoặc trong các căn cứ nhỏ nằm ở tỉnh địa phương.

### Cầu thủ đáng chú ý
- Andrea Silenzi
- Paolo Ponzo
- Felice Romano
- Angelo Di Livio
- Ruggiero Rizzitelli
- Fabrizio Ravanelli
- Luca Bucci
- Cláudio Taffarel
- Paulo Futre
- Stefano Torrisi
- Francesco Antonioli
- Igor Simutenkov
- Angelo Adamo Gregucci
- Sunday Oliseh
- Filippo Galli
- Alberigo Evani
- Luigi Sartor
- Marco Ballotta
- Max Tonetto
- Adolfo Valencia
- Cristiano Zanetti
- Obafemi Martins
- António Pacheco
- Rui Águas
- Michael Hatz
- Dietmar Beiersdorfer
- Michele Padovano
- Sandro Tovalieri
- Francesco Pedone
- Fabrizio Cacciatore
- Franz Carr
- Dorin Mateut
- Ioan Sabau
- Johnny Ekström
- Georges Grün
- Bruno Petković
- Francesco Ruopolo
- Giuseppe Alessi
- Alessandro Cesarini
- Giuseppe Scienza
- Marco Bresciani
- Giuseppe Accardi
- Fernando De Napoli
- Luigi De Agostini
- Stefano De Agostini
- Stefano Nava
- Massimo Paganin
- Daniele De Vezze
- Marco Romizi
- Minel Šabotić
- Raffaele Nuzzo
- Leonardo Colucci
- André Viapiana
- Robert Anderson
- Andrea Catellani
- Luca Ariatti
- Marco Ambrosio
- Mathew Olorunleke
- Igor Protti
- Marti Riverola
- Gaël Genevier
- Alessandro Bastrini
- Massimiliano Carlini
- Trevor Trevisan
- Marco Guidone
- Cristian Altinier
- Vito Grieco
- Andrea Bovo
- Luca Ghiringhelli
- Simone Calvano
- Andrea Parola
- Raffaele Nolè
- Michele Pazienza
- Daniele Mignanelli
- Federico Angiulli
- Vasile Mogos
- Paolo Zanetti
- Armando Pantanelli
- Edvard Lasota
- Jero Shakpoke
- Massimo Margiotta
- Prince Ikpe Ekong
- Hasim Đoković

## Danh hiệu
- Vô địch Serie B: 1
- Vô địch Serie C: 6
- Các mùa được chơi ở Serie A: 3
- Các mùa được chơi ở giải hạng nhất Ý: 4
- Các mùa được chơi ở Serie B: 33
- Các mùa chơi ở giải hạng hai / giải hạng nhất (cấp hai thập niên 1920/1940): 4